# サラセニア科
サラセニア科（サラセニアか、ヘイシソウ科（ヘイシソウか）、瓶子草科  Sarraceniaceae）は、真正双子葉類ツツジ目に属し、ここに属する全種が食虫植物からなる植物群である。なお、クロンキスト体系ではウツボカズラ目に、新エングラー体系ではサラセニア目（内容的にはウツボカズラ目と同じ）とされている。
三つの属が含まれる。いずれも筒状の葉を持ち、落とし穴式で虫を捕らえる食虫植物である。捕虫葉には液体がたまり、そこに獲物が落ち込んで溺れ死ぬが、同様の構造を持つウツボカズラ類のように消化酵素は分泌せず、内部に生息する細菌によって分解されることによって遊離した栄養素を吸収する。貧栄養の湿地に成育し、茎は地表を短く這い、花茎は長く伸びて、先端に少数の花をぶら下げるようにつける。また、食虫植物としては例外的に根の発達がよい。

## 属
以下の三属を含み、すべて南北アメリカに分布する。いずれも葉が円筒形の袋になっている点では共通するが、花の構造ははっきりと異なり、属として区別される。また分布域も互いに離れている。
- サラセニア属（ヘイシソウ属） Sarracenia

葉は細長い筒形、先端に蓋状の広がった部分がある。花は茎の先に一つだけつける。雌蘂の先端が傘状に広がり、その縁の突出部に柱頭がある。北アメリカ東岸の湿地に生育する。約八種があり、自然雑種もある。
- ダーリングトニア属　Darlingtonia

筒状の葉の先端は丸く膨らんで、入り口はその下側の穴になり、その前にヒレ状の突出部をつける。花は雌蘂先端が広がらず、花弁は互いによりあって内部におしべと雌蘂を閉じこめる。園よりあった花弁の縁にくぼみがあって、隣り合った花弁との間に穴を作り、そこが昆虫の出入り口になる。一種(D. californica)のみ。北アメリカ西部のごく一部の高原湿地に生育。別名コブラプラント。
- ヘリアンフォラ属 Helianphora

筒状の葉は短く、先端は大きく広がり、蓋状部はごく小さい。花には花弁が無く、萼片4枚。南アメリカ北部のギアナ高地に生育。約十種。

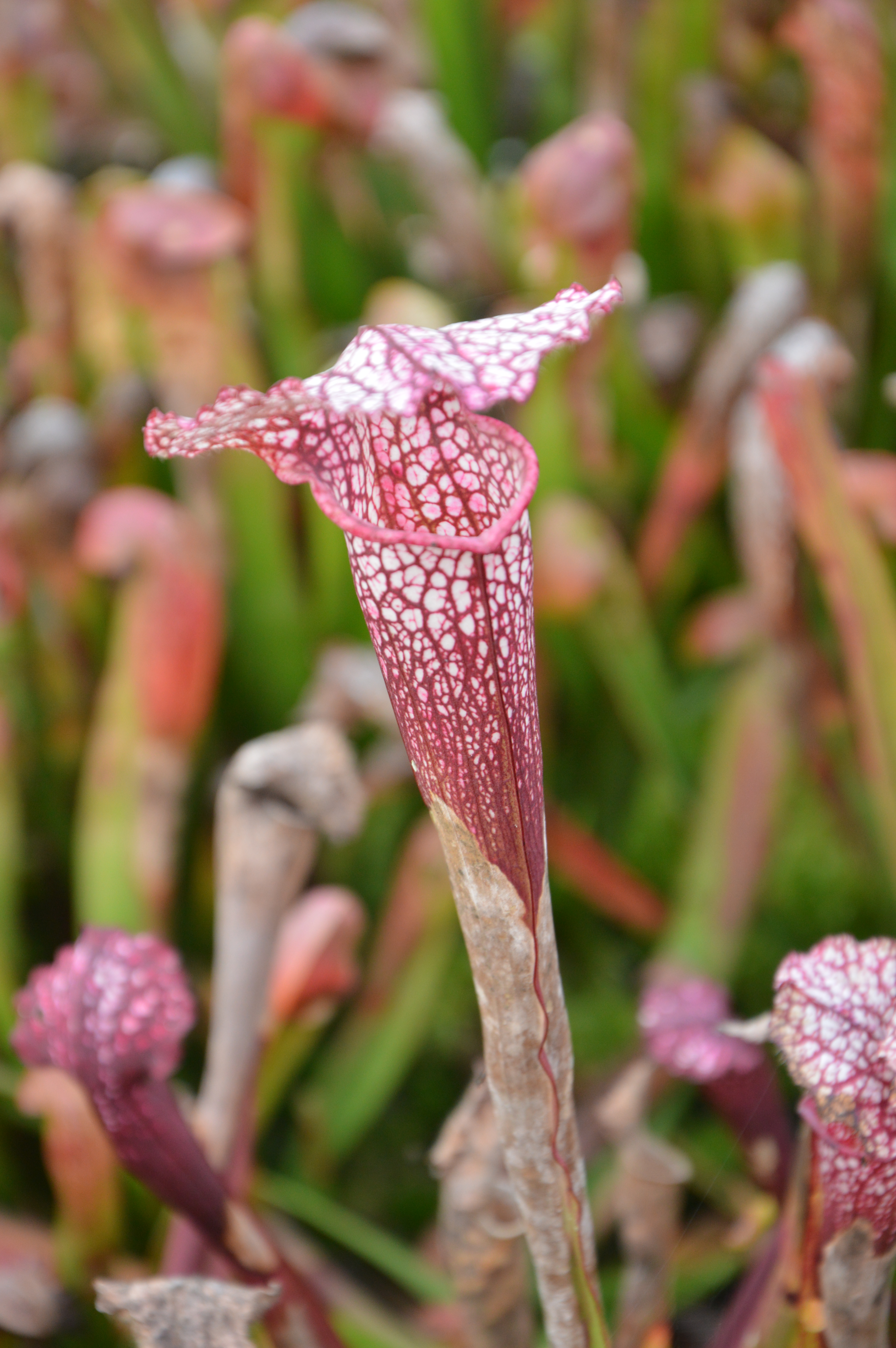
アミメヘイシソウ・捕虫葉
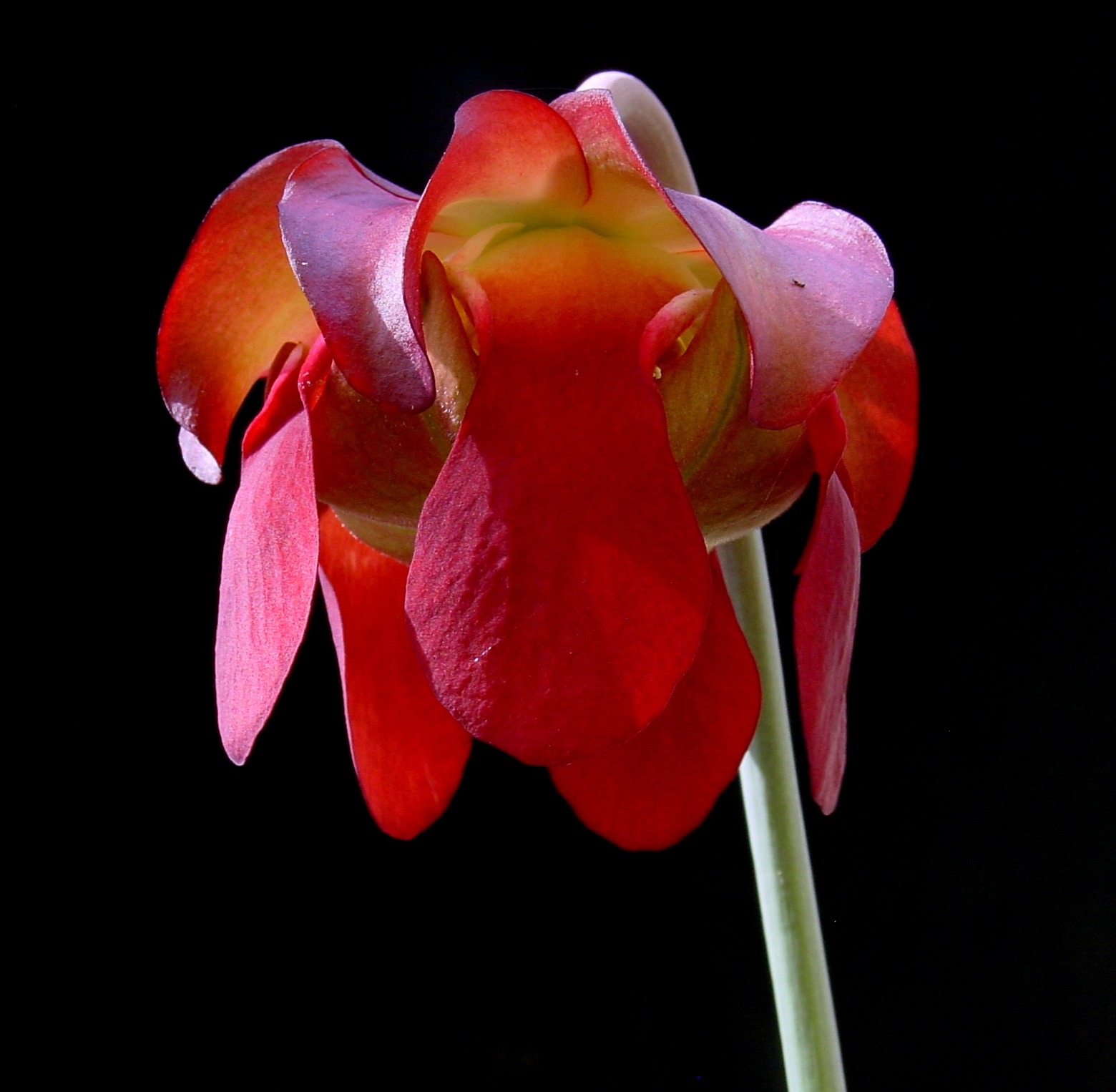
同・花
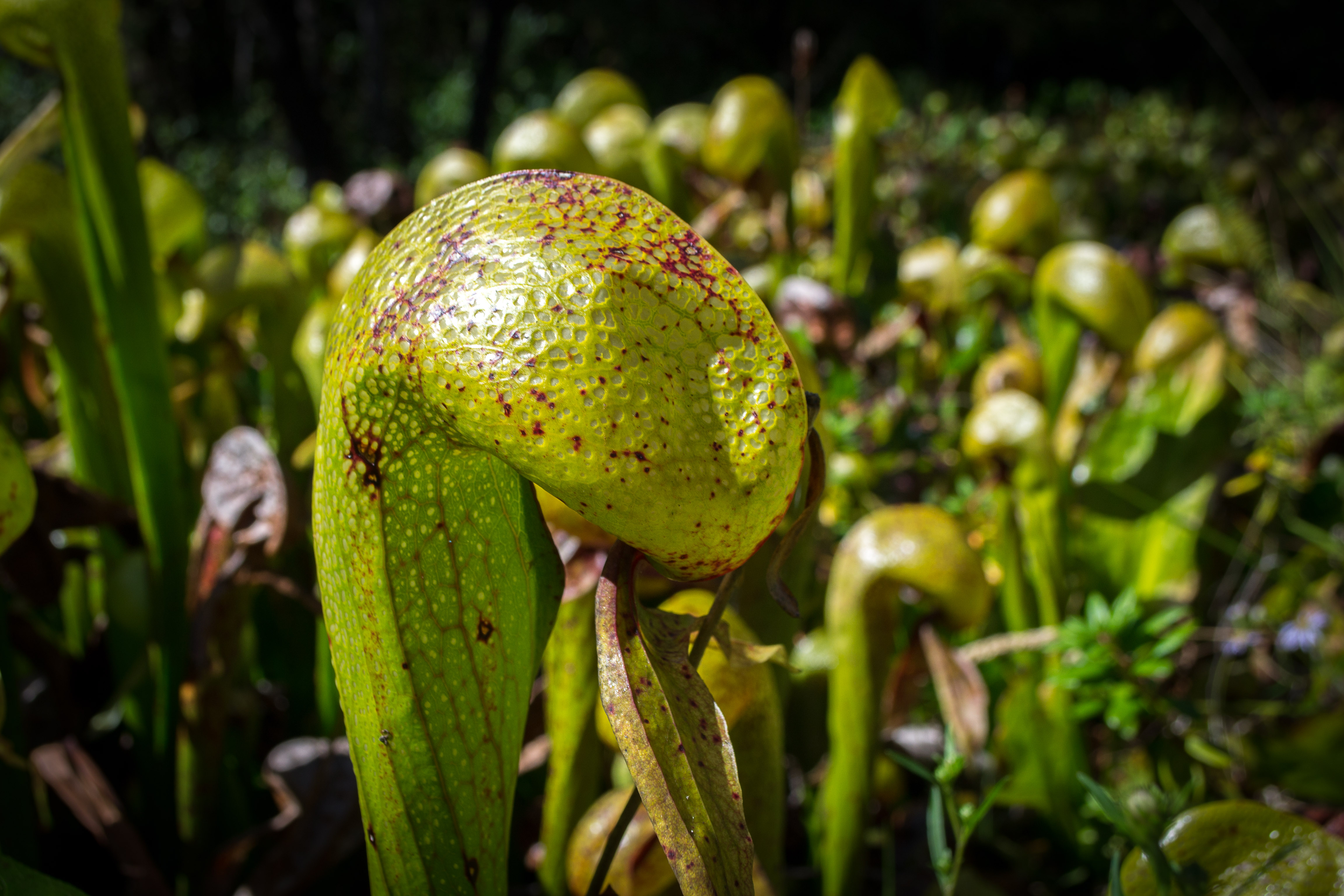
ダーリングトニア・カリフォルニカ 捕虫葉
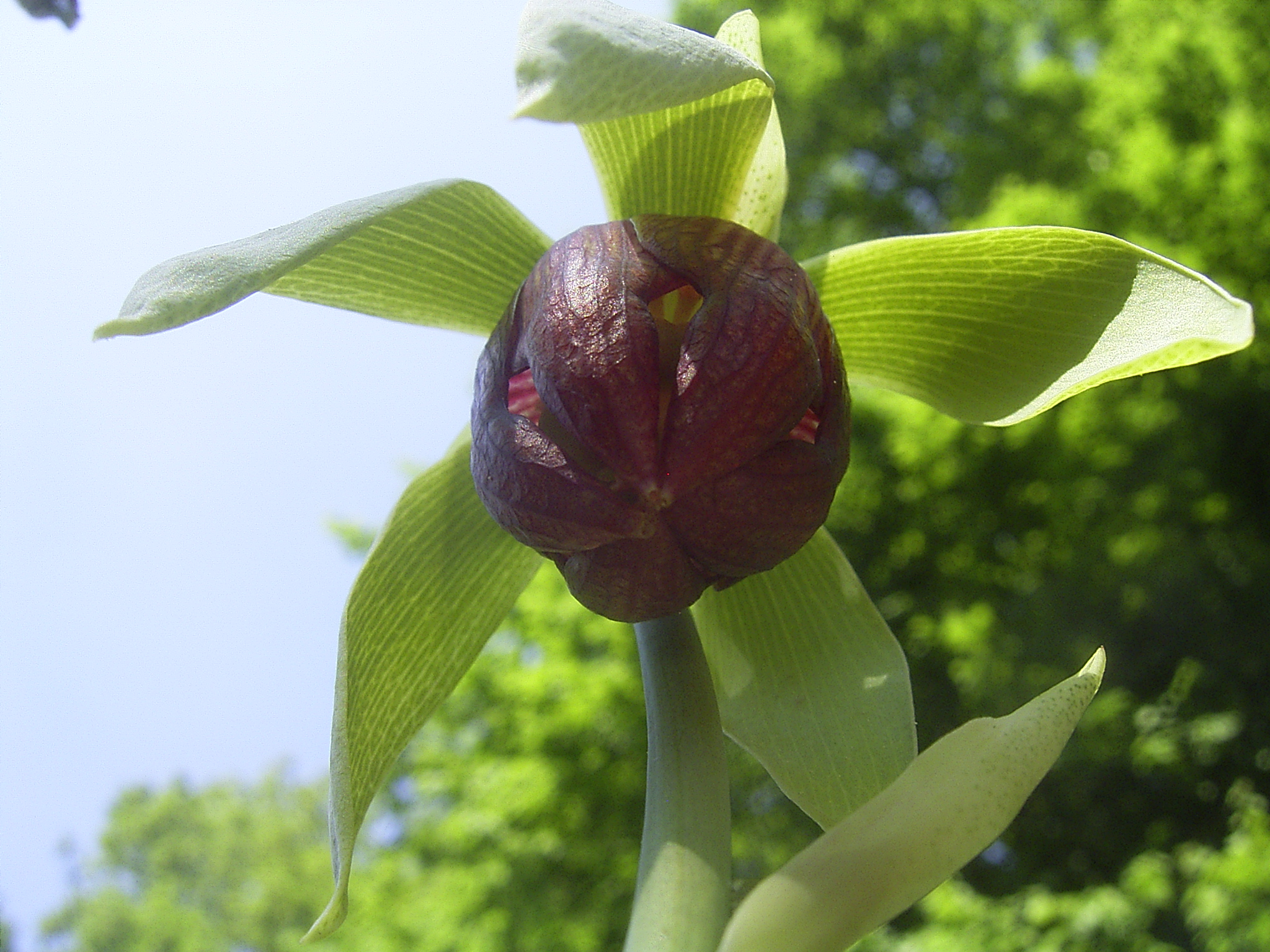
同・花
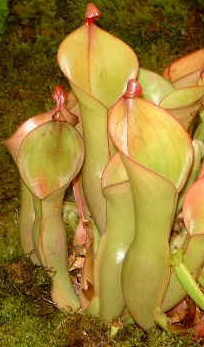
ヘリアンフォラ・ヌタンス 捕虫葉
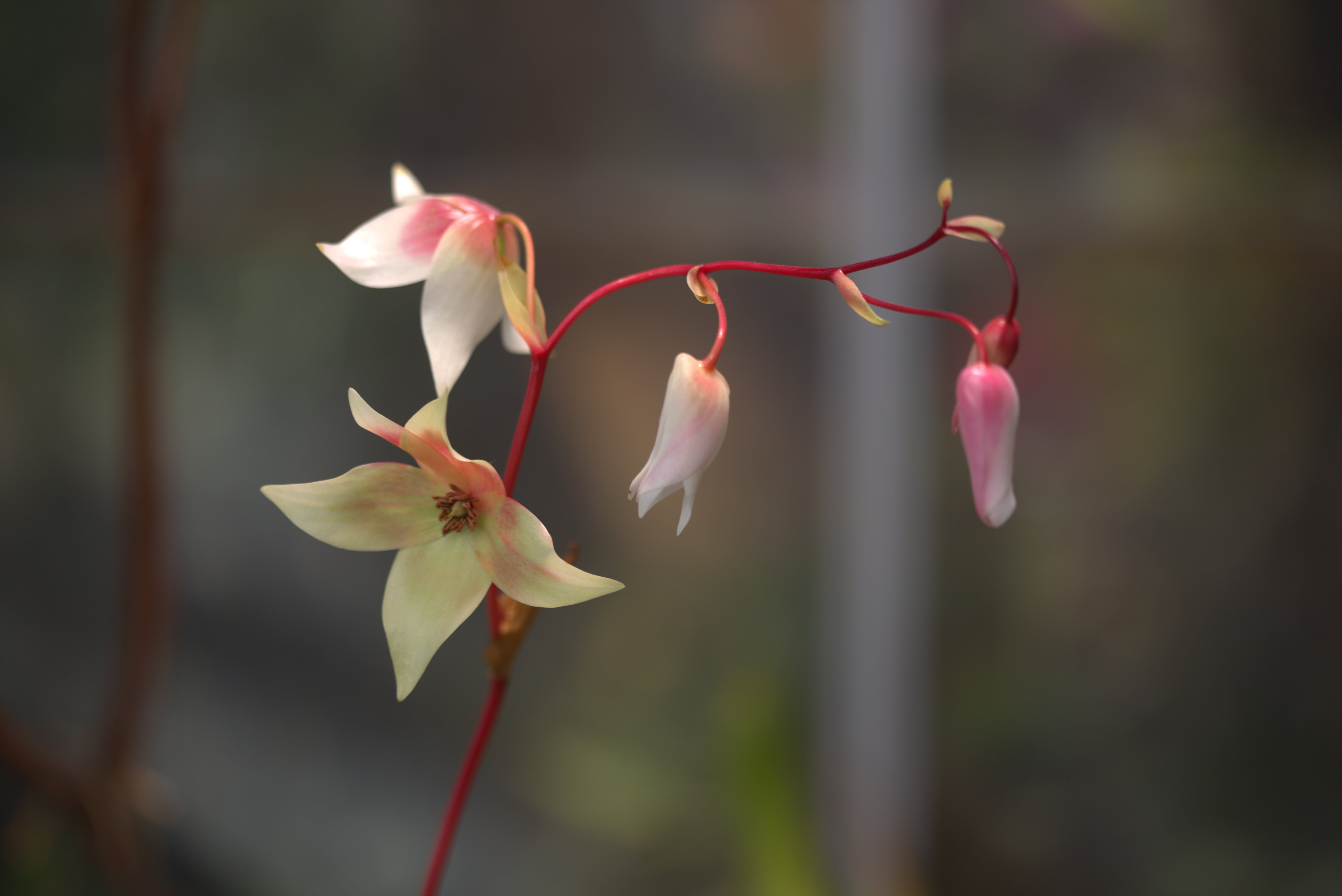
同・花